# Chu Dĩ Hải
Giám Quốc Lỗ Vương (chữ Hán: 監國魯王; 6 tháng 7 năm 1618 – 23 tháng 12 năm 1662), tên thật là Chu Dĩ Hải (朱以海), là một vị Hoàng đế của nhà Nam Minh. Tuy trị vì trong 10 năm (1645 – 1655) nhưng ông lại không đặt niên hiệu trong thời gian tại vị của mình.

## Thân thế
Chu Dĩ Hải sinh vào năm Vạn Lịch thứ 46 (1618), tên chữ là Cự Xuyên (巨川), hiệu Hằng Sơn (恒山), lại có hiệu khác là Thường Thạch Tử (常石子). Ông là cháu 9 đời của Lỗ Hoang vương Chu Đàn (魯荒王.朱檀; 15 tháng 3, 1370 - 2 tháng 1, 1390), Hoàng tử thứ 10 của Minh Thái Tổ. Xét về vai vế thì ông thuộc hàng chú của Hy Tông và Tư Tông. Thái ấp bao đời nay của dòng họ Lỗ vương toạ lạc tại Duyện Châu, Sơn Đông.
Năm Sùng Trinh thứ 15 (1642), quân Thanh tấn công Duyện Châu. Đại huynh của ông, Chu Dĩ Phái (朱以派), khi đó đang giữ tước Lỗ vương, cùng con trai và 2 người em là Chu Dĩ Hành (朱以洐) và Chu Dĩ Giang (朱以江) thắt cổ tự vẫn. Do đó, Chu Dĩ Hải trở thành người kế vị duy nhất của cha mình. 4 ngày sau khi được sắc phong Lỗ vương, Lý Tự Thành tấn công Bắc Kinh, Lỗ vương Chu Dĩ Hải phải chạy về phương nam, trú tại Thai Châu.

## Lên ngôi
Năm 1644, sau khi Sùng Trinh Đế qua đời, Chu Do Tung lên ngôi Hoàng đế, lấy niên hiệu Hoằng Quang, lập ra nhà Nam Minh. Gần 1 năm sau đó, Hoằng Quang Đế bị xử trảm cùng các Thân vương khác tại Thái Thị Khẩu.
Tháng 8 năm 1645, Chu Duật Kiện xưng Đế tại Phúc Châu, đặt niên hiệu là Long Vũ (隆武). Cũng khi đó, Trịnh Tuân Khiêm (鄭遵謙) và Trương Quốc Duy (張國維) cùng tôn Lỗ Vương Chu Dĩ Hải giám quốc tại Thiệu Hưng. Hai bên đều có ý tranh đoạt ngôi vị Hoàng thống, nội chiến liên miên, chưa đầy một năm thì triều Long Vũ bị diệt vong, Chu Duật Kiện bị quân Thanh bắt giết. Lỗ vương thoát được chạy về Chu San.
Năm 1651, Lỗ vương chạy tới đảo Kim Môn nương nhờ Trịnh Thành Công. Tháng 12 năm 1662, Chu Dĩ Hải qua đời tại đó.
Năm 1959, mộ của Lỗ vương Chu Dĩ Hải được tìm thấy trên đảo Kim Môn. Theo Minh sử ghi lại thì Lỗ vương bị Trịnh Thành Công giết chết. Điều đó bị bác bỏ khi đối chiếu với thời gian mất được khắc trên bia mộ của Lỗ vương. 6 tháng sau khi Trịnh Thành Công mất thì Chu Dĩ Hải mới qua đời.
Người ta nói rằng, do Kim Môn không trồng lúa gạo để ăn nên Lỗ vương Chu Dĩ Hải phải ăn khoai lang trong suốt thời gian ông ở đó. Người dân Kim Môn thường gọi ông là Phiên Thự vương (番薯王) (phiên thự trong tiếng Hán nghĩa là "khoai lang").

## Gia quyến
- Thân phụ: Lỗ Túc vương Chu Thọ Dung (鲁肃王.朱寿镛)
- Thân mẫu: Vương thị (王氏)

### Thê thiếp
- Nguyên phi Trương thị (元妃张氏)
- Kế phi Trương thị (继妃张氏)
- Thứ phi Trần thị (次妃陈氏)

### Hậu duệ

#### Con trai
1. Chu Hoằng Giáp (朱弘柙), mẹ là Trương Kế phi, được phong Lỗ Thế tử (魯世子), mất tích tại Duyện Châu, không rõ sau đó
2. Chu Hoằng Nam (朱弘枬), thứ xuất[2], được phong Lỗ Thế tử (魯世子), không rõ tung tích
3. Chu Hoằng Bính (朱弘棅), thứ xuất, mất tích tại Duyện Châu, không rõ kết cục
4. Chu Hoằng Sâm (朱弘槮), thứ xuất, tuẫn tiết
5. Chu Hoằng Củ (朱弘椇), thứ xuất, tuẫn tiết
6. Chu Hoằng Đống (朱弘栋), thứ xuất, tuẫn tiết

- Chu Hoằng Hoàn (朱弘桓), người con trai duy nhất còn sống sót của Lỗ vương, mẹ là Trần thị. Sau khi Chu Dĩ Hải qua đời thì tập tước trong thời gian ngắn. Lỗ vương Hoằng Hoàn lấy con gái út của Trịnh Thành Công và chuyển đến sinh sống tại Vương quốc Đông Ninh dưới sự bảo hộ của anh vợ là Trịnh Kinh. Về sau, Trịnh Kinh không trợ cấp nữa, phải tự làm lụng kiếm ăn, trở thành người nông dân bình thường, tước vị Lỗ vương của Minh triều chấm dứt từ đó. Sau khi Đông Ninh diệt vong, được đưa về Trung Nguyên, kiến phong hiệu Diên Ân Hầu bởi Mãn Thanh.

#### Con gái
1. Trưởng nữ, được phong Quận chúa, mẹ là Trương Kế phi, lấy Châu Diên Xương (周衍昌)
2. Nhị nữ, mẹ là Trần thị, được phong Quận chúa, còn gọi là Lỗ vương Công chúa (魯王公主), lấy Trịnh Triết Phi (鄭哲飛), sinh được 1 trai 3 gái
3. Tam nữ, mẹ là Trần thị, còn gọi là Lỗ vương Công chúa (魯王公主), lấy Trịnh Thông, con trai thứ hai của Trịnh Thành Công